# Anita Cristina Escher Echeverría
Anita Cristina Escher Echeverría (* 29. August 1958 in New Orleans) ist eine Diplomatin aus El Salvador.

## Leben
Anita Cristina Escher Echeverria besuchte Schulen in den USA und der Schweiz. Sie studierte in Zürich, Aachen und Paris. Zu ihrem Engagement gehören Alphabetisierungsprogramme in Lateinamerika und das Schweizerisches Arbeiterhilfswerk. Ab 2005 war sie Projektkoordinatorin und mit Lis Füglister Geschäftsführerin der Schweizer Sektion von medico international, in Zürich. Anita Escher war Wahlbeobachterin bei den Präsidentschaftswahlen im Januar 2009 in El Salvador. Im Sommer 2009 bereiste Anita Escher El Salvador und berichtete davon in Massenmedien.
Die Akkreditierung von Anita Escher am 28. Mai 2010 in Deutschland gehörte zu den letzten Amtshandlungen von Horst Köhler, daneben ist sie  bei den Regierungen in Moskau, Warschau, Prag und Ankara akkreditiert.